# تیم ملی فوتبال زنان مالزی
تیم ملی فوتبال زنان مالزی (انگلیسی: Malaysia women's national football team) نماینده فوتبال زنان این کشور در رده ملی است و تحت نظارت فدراسیون فوتبال مالزی قرار دارد.